# Ytterjärna
Ytterjärna is een plaats in de gemeente Södertälje in het landschap Södermanland en de provincie Stockholms län in Zweden. De plaats heeft 107 inwoners (2005) en een oppervlakte van 28 hectare.